# Des Moines Oak Leafs
Des Moines Oak Leafs byl profesionální americký klub ledního hokeje, který sídlil v Des Moines ve státě Iowa. V letech 1963–1972 působil v profesionální soutěži International Hockey League. Před vstupem do IHL působil v soutěži United States Hockey League. Oak Leafs ve své poslední sezóně v IHL skončily ve čtvrtfinále play-off. Své domácí zápasy odehrával v hale Buccaneer Arena s kapacitou 3 408 diváků. Klubové barvy byly zelená, zlatá a bílá.
Zanikl v roce 1972 přejmenováním na Des Moines Capitols.

## Přehled ligové účasti
Zdroj: 
- 1961–1963: United States Hockey League
- 1963–1969: International Hockey League
- 1969–1970: International Hockey League (Jižní divize)
- 1970–1971: International Hockey League
- 1971–1972: International Hockey League (Jižní divize)